# الدفاع عن جيكوب
الدفاع عن جيكوب (بالإنجليزية: Defending Jacob)‏ هو مسلسل جريمة ودراما أمريكي قصير مقتبس عن رواية بنفس العنوان من تأليف ويليام لانداي. المسلسل من إنشاء وكتابة مارك بومباك وإخراج مورتين تيلدوم. من بطولة كريس إيفانز وميشيل دوكري بدور الزوجين آندي ولاوري باربر الذين يتهم ابنهما المراهق جيكوب (جايدن مارتيل) بجريمة قتل زميله في المدرسة. بدأ عرض المسلسل في أبريل 2020 على أبل تي في +.

## حبكة
مسلسل درامي عن عائلة باربر المثالية التي تنقلب حياتها رأسا على عقب بعد ان يتم اتهام ابنهم الوحيد جايكوب باربر بقتل زميله، يجد والده المحقق آندي باربر نفسه محتارا بين احترام القانون و بين حبه لابنه الوحيد

## طاقم التمثيل
- كريس إيفانز بدور آندي باربر
- ميشيل دوكري بدور لوري باربر
- جايدن مارتيل بدور جيكوب باربر
- شيري جونز بدور جوانا كلاين
- بابلو شرايبر بدور نيل لوجوديس
- بيتي غابرييل بدور بولا دوفي
- سكينة جافري بدور لين كانافان
- جي كي سيمونز بدور بيلي باربر

## روابط خارجية
- الدفاع عن جيكوب على موقع IMDb (الإنجليزية)
- الدفاع عن جيكوب على موقع ميتاكريتيك (الإنجليزية)
- الدفاع عن جيكوب على موقع روتن توميتوز (الإنجليزية)
- الدفاع عن جيكوب على موقع أول موفي (الإنجليزية)
- الدفاع عن جيكوب على موقع فيلمافينيتي (الإسبانية)
- الدفاع عن جيكوب على موقع كينوبويسك (الروسية)
- الدفاع عن جيكوب على موقع ألو سيني (الفرنسية)
- الدفاع عن جيكوب على موقع قاعدة بيانات الفيلم (الإنجليزية)
- الدفاع عن جيكوب  في قاعدة بيانات الأفلام على الإنترنت (بالإنجليزية)
- الدفاع عن جيكوب في روتن توميتوز.